# Salesville (Arkansas)
Salesville é uma cidade localizada no estado americano de Arkansas, no Condado de Baxter.

## Demografia
Segundo o censo americano de 2000, a sua população era de 437 habitantes.
Em 2006, foi estimada uma população de 475, um aumento de 38 (8.7%).

## Geografia
De acordo com o United States Census Bureau, a localidade tem uma área de 11,6 km², sem área coberta por água.

## Localidades na vizinhança
O diagrama seguinte representa as localidades num raio de 24 km ao redor de Salesville.